# Vincenzo Jerace

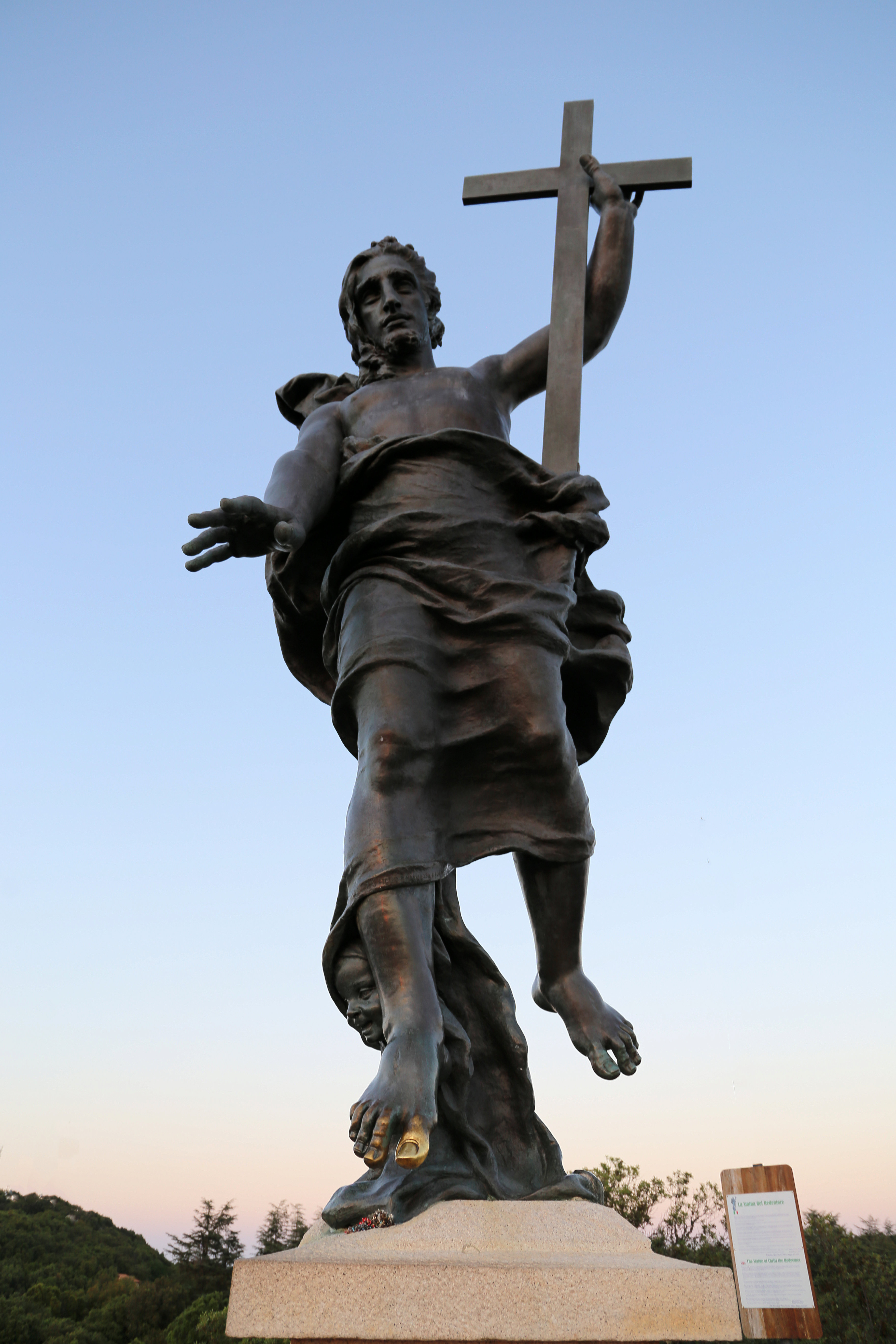
Statua del Redentore di Nuoro von Vincenzo Jerace

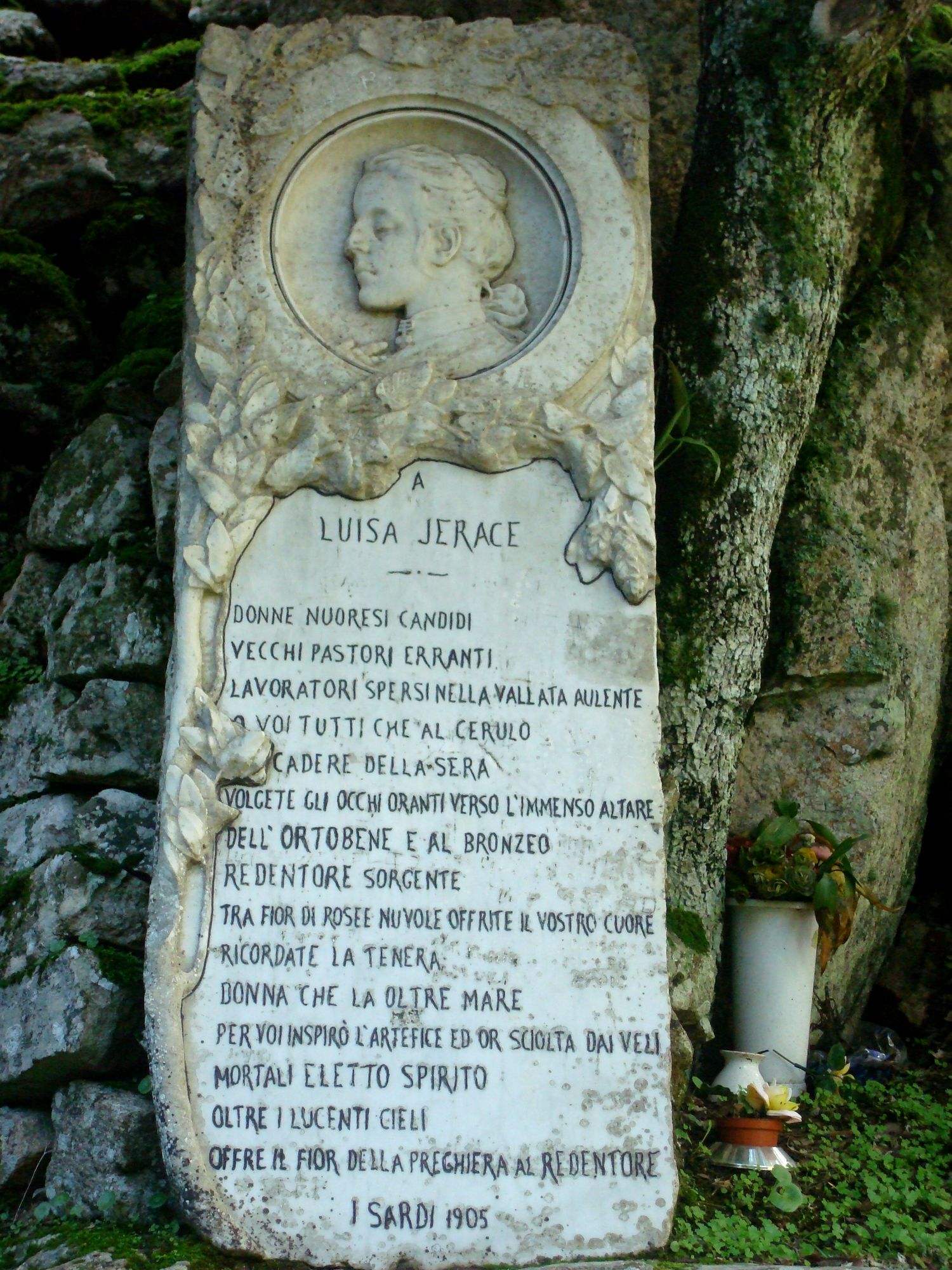
Gedenkstele für Luisa Jerace

Vincenzo Jerace (geboren am 5. April 1862 in Polistena; gestorben am 22. Mai 1947 in Rom) war ein italienischer Bildhauer, Dekorateur und Zeichner des 19. und 20. Jahrhunderts.

## Leben
Jerace war das siebente von acht Kindern von Fortunato Jerace und dessen Frau Mariarosa Morani. Er schuf u. a. Porträtbüsten, aber auch Tierstatuen. Eines seiner größten Werke ist aber die Statua del Redentore di Nuoro aus dem Jahre 1901. Unweit von dieser schuf er für seine Frau Luisa 1905 eine Gedenkstele. Jerace wurde auch außerhalb Italiens wahrgenommen. Das ist auch in Deutschland der Fall gewesen. Das gilt auch als Zeichner.
Jerace schrieb auch über Bildwerke alter Meister wie Michelangelo.
Sein älterer Bruder Francesco Jerace (1853–1937) war vom Großvater als Dekorateur ausgebildet worden und als Bildhauer tätig. Der Bruder Gaetano Jerace (1860–1940) war Landschaftsmaler, dessen Motive aus dem Raum Neapel stammten, aber auch Bildhauer.

## Weitere Werke (Auswahl)
- Grabmal für Monsignore Vincenzo Sarnelli, 1914